# Ulrike Ottinger
Ulrike Ottinger (Constanza, 6 de junio de 1942) es una cineasta y fotógrafa alemana. Sus películas desafían las convenciones del cine artístico y exploran nuevas formas de construcción visual. Su estilo combina elementos de estilización, fantasía y aspectos etnográficos, ofreciendo diversas perspectivas para el espectador.

## Trayectoria
En 1959, comenzó a estudiar en la Academia de Bellas Artes de Múnich y trabajó como pintora. Su madre era periodista y su padre era pintor. De 1962 a 1968, trabajó como artista independiente en París y estudió grabado con Johnny Friedlaender, con quien participó en varias exposiciones. Durante ese periodo, en 1966, escribió su primer guion titulado Die Mongolische Doppelschublade (El cajón doble de Mongolia). En 1969, regresó a Alemania Occidental y fundó el club de cine Visuell en colaboración con el Seminario de Cine de la Universidad de Constanza, dirigiéndolo hasta 1972. Posteriormente, gestionó una galería y la asociación galeriepress, dedicada a la publicación de obras de artistas contemporáneos. Durante este período, conoció a Tabea Blumenschein y Magdalena Montezuma, quienes participaron en sus películas a partir de 1972. Ottinger desarrolló un estilo cinematográfico distintivo, caracterizado por una narrativa no lineal, escenas prolongadas y vestuarios elaborados, diseñados artísticamente por las actrices.
Ottinger ha trabajado en teatro y cine, dirigiendo y diseñando la escenografía de Clara S. de la escritora Elfriede Jelinek en Stuttgart (1983) y Graz (1986). En 1989, su película Juana de Arco de Mongolia, protagonizada por la actriz francesa Delphine Seyrig, fue presentada en el 39º Festival Internacional de Cine de Berlín. En 2003, realizó la exposición South East Passage en la Renaissance Society de Chicago, la primera de una serie de dos muestras sobre el video en Europa del Este. En 2009, The New York Times describió su cine como una alternativa vanguardista a los melodramas de directores como Wim Wenders, Rainer Fassbinder y Werner Herzog. Su trabajo incorpora influencias del Lejano Oriente, reflejadas en documentales sobre distintas regiones asiáticas. Estuvo vinculada al proyecto Die Blutgräfin, basado en la vida de Erzsébet Báthory, aunque la película no se había producido hasta enero de 2015. Es miembro de la Academia de Cine Europeo y, en 2019, fue invitada a la Academia de Artes y Ciencias Cinematográficas. En 2020, recibió la Berlinale Kamera en la 70ª Berlinale, donde presentó su documental Paris Calligrammes en la sección Berlinale Special.

## Reconocimientos
En 2005, la Editorial Alemana de Arte Moderno publicó una retrospectiva de sus fotografías titulada Ulrike Ottinger. Archivos de imágenes. Fotografías 1970–2005. En 2008, el profesor Laurence Arthur Rickels, de la Universidad de California, publicó Ulrike Ottinger: the Autobiography of Art Cinema (Ulrike Ottinger: la autobiografía del cine artístico), un libro que recopila entrevistas y extractos de su trabajo fotográfico para analizar su proceso creativo y las posibilidades del cine artístico.
Sus películas han sido seleccionadas regularmente en la Berlinale. Es miembro de la Academia de Cine Europeo y, en 2019, fue invitada a formar parte de la Academia de Artes y Ciencias Cinematográficas, que otorga los premios Óscar. En 2020, recibió la Berlinale Camera en la 70ª edición del festival, donde presentó su documental Paris Calligrammes en la sección Berlinale Special. La película rinde homenaje a la librería parisina del mismo nombre, fundada por Fritz Picard, que sirve como escenario central de la obra.

## Filmografía
- 1972: Laokoon & Söhne
- 1973: Berlin-Fieber
- 1975: Die Betörung der blauen Matrosen
- 1976: VOAEX
- 1978: Madame X – Eine absolute Herrscherin
- 1979: Bildnis einer Trinkerin
- 1981: Freak Orlando
- 1984: Dorian Gray im Spiegel der Boulevardpresse
- 1986: China. Die Künste – der Alltag
- 1986: Sieben Frauen – Sieben Todsünden
- 1989: Joan of Arc of Mongolia
- 1990: Countdown
- 1992: Taiga
- 1997: Exil Shanghai
- 2002: Südostpassage
- 2004: Zwölf Stühle
- 2007: Prater
- 2009: Still Moving (short)
- 2009: The Korean Wedding Chest
- 2011: Under Snow
- 2016: Chamisso's Shadow: A Journey to the Bering Sea in Three Chapters
- 2020: Paris Calligrammes